# Saint-Julien-lès-Gorze
Saint-Julien-lès-Gorze ist eine französische Gemeinde mit 162 Einwohnern (Stand: 1. Januar 2022) im Département Meurthe-et-Moselle in der Region Grand Est (bis 2015 Lothringen). Sie gehört zum Arrondissement Toul (bis 2022: Arrondissement Briey) und ist Mitglied im Gemeindeverband Communauté de communes Mad et Moselle.

## Geografie
Die Gemeinde im Norden Lothringens liegt etwa 38 Kilometer nördlich von Toul und etwa 23 Kilometer südwestlich von Metz im Regionalen Naturpark Lothringen.
Umgeben wird Saint-Julien-lès-Gorze von den sechs Nachbargemeinden:
| Hagéville             | Chambley-Bussières                          |         |
| Dommartin-la-Chaussée | Kompassrose, die auf Nachbargemeinden zeigt | Waville |
| Charey                | Rembercourt-sur-Mad                         |         |

Fast zwei Drittel der Fläche der Gemeinde wird landwirtschaftlich genutzt, der Anteil an Wald, mit Schwerpunkt im Nordosten, beträgt gut 27 %. Der zeitweise trockenfallende Ruisseau du Soiron ist ein Zufluss des Rupt de Mad und entspringt auf dem Gebiet der Gemeinde.
Der Aérodrome de Chambley liegt teilweise auf dem Gebiet der Gemeinde. Die Route départementale D952 (frühere Route nationale 52bis) durchquert das Gemeindegebiet von Nord nach Süd ebenso wie die Eisenbahnstrecke von Longuyon nach Jarny, diese ohne Halt in Saint-Julien-lès-Gorze.

## Geschichte
Das Dorf gehörte zur ehemaligen Provinz Trois-Évêchés, die faktisch 1552 vom Heiligen Römischen Reich an Frankreich fiel.

### Bevölkerungsentwicklung
| Jahr                       | 1962 | 1968 | 1975 | 1982 | 1990 | 1999 | 2009 | 2019 |
| Einwohner                  | 167  | 169  | 167  | 154  | 152  | 146  | 157  | 162  |
| Quellen: Cassini und INSEE |      |      |      |      |      |      |      |      |

## Sehenswürdigkeiten
- Pfarrkirche Saint-Julien, neu errichtet nach der Zerstörung des Vorgängerbaus aus der zweiten Hälfte des 18. Jahrhunderts während des Ersten Weltkriegs